# Burago di Molgora
Burago di Molgora (Buragh in dialetto brianzolo, e semplicemente Burago fino al 1862) è un comune italiano di 4 316 abitanti della provincia di Monza e della Brianza in Lombardia. Fa parte del Vimercatese.

## Storia
Il nome "Burago" potrebbe trarre la sua origine da un antico fondo attorno al quale si sviluppò l'abitato: Il fondo buriacus probabilmente di proprietà di un certo Burius.
L'assunto secondo il quale il paese esistesse in periodo romano è avvalorato dal fatto che in tutta la zona sono stati rinvenuti reperti archeologici di epoca imperiale, quali loculi, monete, sarcofagi. Inoltre, non essendosi trovata traccia di strade anteriori la romanità, si desume che proprio l'introduzione del sistema viario romano abbia permesso la delimitazione dei fondi. Il nome Molgora, così come l'omonimo corso d'acqua, è invece di derivazione celtica (morga, murg significa infatti torrente) a ulteriore riprova dello stratificarsi di culture.
Per tutti i secoli che intercorsero tra la fine dell'Impero Romano e l'Unità d'Italia, le vicende di Burago sono inglobate nel percorso storico generale: piccolo borgo del contado della Brianza, vide susseguirsi Goti, Longobardi, le lotte fra gli imperatori germanici e i comuni, l'appartenenza al Ducato di Milano, le dominazioni spagnola,  austriaca e napoleonica, senza discostarsi dalla vocazione agricola e dalla modesta dimensione.
Nel 1847 Burago contava 825 abitanti e dipendeva, come amministrazione, dal Distretto di Vimercate. Nel 1860 Burago aveva una popolazione attorno ai mille abitanti.
Nel 1956 la popolazione non superava i 1 600 abitanti, mentre la popolazione rimaneva agricola, tanto che il parroco don Angelo Bozzi, il 9 settembre 1960, scrisse all'ufficio amministrativo diocesano di Milano per ottenere l'autorizzazione alla vendita di alcuni terreni appartenenti al Beneficio Parrocchiale "per costruzione di attrezzature industriali di cui il paese è quasi completamente privo".
Lo sviluppo industriale di Burago, che lo ha portato oggi ad essere in linea per reddito prodotto e percentuali di occupazioni con il resto della Brianza, iniziò negli anni Settanta e proseguì senza soste per oltre due decenni, fino allo sviluppo attuale.

### Simboli
Lo stemma e il gonfalone sono stati concessi con decreto del presidente della Repubblica del 17 dicembre 1962.
La figura araldica del pellicano, con la sua pietà, nell'atto di ferirsi il petto con il becco allo scopo di consentire ai suoi figli di nutrirsi con il suo sangue, è simbolo di amore e carità per il prossimo a sottolineare la presenza nel paese di varie istituzioni assistenziali e benefiche; le api sono simbolo dell'attività industriale legata al lavoro degli opifici della zona.
Il gonfalone è un drappo partito di giallo e di azzurro.

## Monumenti e luoghi d'interesse
- Chiesa dei Santi Vito e Modesto

## Società

### Evoluzione demografica
- 400 nel 1751
- 492 nel 1771
- 538 nel 1805
- annessione ad Omate nel 1809
- annessione a Cavenago nel 1811
- 900 nel 1853

Abitanti censiti

### Etnie e minoranze straniere
Secondo i dati ISTAT, al 31 dicembre 2010 la popolazione straniera residente era di 240 persone, pari al 5,64% di tutti i residenti. Le nazionalità maggiormente rappresentate in base alla loro percentuale sul totale della popolazione residente erano:
| Pos. | Cittadinanza | Popolazione |
| ---- | ------------ | ----------- |
| 1    | Marocco      | 126         |
| 2    | Romania      | 52          |
| 3    | Ecuador      | 25          |
| 4    | Albania      | 12          |
| 5    | Perù         | 9           |

## Economia
Tipico comune della Brianza, di lunga tradizione agricola e di relativamente recente industrializzazione, è oggi sede di piccole e medie aziende e di attività terziarie. Importante è stata in passato la produzione di giocattoli: avevano sede nel comune la Molgora Giocattoli (che negli anni '60 e '70 produceva armi giocattolo) e la fabbrica di modellini di auto Bburago (fallita nel 2006 ma per molti anni leader internazionale del settore). Rimane attiva nel settore la Pasini Laboratorio Chimico S.n.c., azienda produttrice del Crystal ball.

## Amministrazione
| Periodo | Periodo   | Primo cittadino             | Partito                                           | Carica               | Note |
| ------- | --------- | --------------------------- | ------------------------------------------------- | -------------------- | ---- |
| 1985    | 1990      | Giovanni Diligenti          | Partito Comunista Italiano                        | Sindaco              |      |
| 1990    | 1995      | Giovanni Diligenti          | PCI - PDS                                         | Sindaco              |      |
| 1995    | 1999      | Giampaolo Verderio          | indipendente                                      | Sindaco              |      |
| 1999    | 2004      | Giampaolo Verderio          | lista civica                                      | Sindaco              |      |
| 2004    | 2009      | Giorgio Giovanni Stringhini | lista civica                                      | Sindaco              |      |
| 2009    | 2013      | Giorgio Giovanni Stringhini | centro-destra                                     | Sindaco              |      |
| 2013    | 2014      | Angelo Mandelli             | centro-destra                                     | Vicesindaco reggente |      |
| 2014    | 2024      | Angelo Mandelli             | lista civica di centro-destra Impegno per Burago  | Sindaco              |      |
| 2024    | in carica | Luca Valaguzza              | lista civica di centro-sinistra Burago Città Viva | Sindaco              |      |

### Gemellaggi
- Saint-Symphorien-d'Ozon

Il paese è gemellato con la piccola cittadina di Saint-Symphorien-d'Ozon, nel sud della Francia.